# Riipijärvi (Hietaniemi socken, Norrbotten, 736024-184239)
Riipijärvi är en sjö i Övertorneå kommun i Norrbotten och ingår i Sangisälvens huvudavrinningsområde. Sjön har en area på 1,36 kvadratkilometer och ligger 87,1 meter över havet. Sjön avvattnas av vattendraget Linkkabäcken (Penikkajoki).

## Delavrinningsområde
Riipijärvi ingår i det delavrinningsområde (736224-183945) som SMHI kallar för Utloppet av Riipijärvi. Medelhöjden är 129 meter över havet och ytan är 26,95 kvadratkilometer. Räknas de 6 avrinningsområdena uppströms in blir den ackumulerade arean 74,66 kvadratkilometer. Linkkabäcken (Penikkajoki) som avvattnar avrinningsområdet har biflödesordning 2, vilket innebär att vattnet flödar genom totalt 2 vattendrag innan det når havet efter 45 kilometer. Avrinningsområdet består mestadels av skog (89 procent). Avrinningsområdet har 1,95 kvadratkilometer vattenytor vilket ger det en sjöprocent på 7,2 procent.